# Mario Bogliuni
Mario Bogliuni (Svetvinčenat, 24. svibnja 1935. – Zagreb, 21. ožujka 2011.) bio je hrvatski pijanist, orguljaš i skladatelj, te dugogodišnji glazbeni urednik na Radioteleviziji Zagreb.

## Životopis
Glazbeno je obrazovanje stekao na teorijskom odjelu Glazbene škole Vatroslava Lisinskog u Zagrebu, te potom i na glazbenim akademijama u Zagrebu i Ljubljani. Studirao je i pravo. Bio je utemeljitelj vokalnog kvarteta "Prima" te instrumentalnog ansambla za pratnju vokalnih solista. Bio je autor i urednik mnogih radijskih i televizijskih emisija, a skladao je i glazbu za mnoge popularne televizijske serije. Kao autor glazbe, aranžer ili orkestralni glazbenik sudjelovao je na mnogim hrvatskim festivalima zabavne glazbe. Bio je ugledni i dugogodišnji član Hrvatskoga društva skladatelja.

## Izbor djela

### Popijevke
- Mornarev cha cha cha (1950.)
- Tri prijatelja
- Prodavači novina
- Pivam serenadu
- Ima jedan razred
- Opet sam se tebi vrnul (1976.)
- Zbog čega te volim

### Orkestralne skladbe
- Crveno i žuto
- Samba za dvije flaute i orkestar (1957.)

### Glazba u TV serijama
- Kuda idu divlje svinje
- Gruntovčani
- Mejaši

## Vanjske poveznice
- Umro Mario Bogliuni – skladatelj kojemu je pjesma bila dom Novi list, 22. ožujka 2011.
- Hrvatsko društvo skladatelja: Bogliuni, Mario (kratki životopis)
- HDS ZAMP – Mario Bogliuni (popis djela)
- Discogs.com – Mario Bogliuni (diskografija)
- Mario Bogliuni u internetskoj bazi filmova IMDb-u (engl.)